# لیپکی (استان اوپوله)
لیپکی (به لهستانی: Lipki) یک منطقهٔ مسکونی در لهستان است که در گمینا سکاربیمیژ واقع شده‌است.